# Стипендиат Королевского химического общества
Стипендиат Королевского химического общества англ. Fellow of the Royal Society of Chemistry, FRSC — награда и учёное звание, присуждаемое Королевским химическим обществом (RSC) Великобритании. В некоторых русскоязычных источниках это звание переводится как действительный член Королевского химического общества. 
Статус Стипендиата Королевского химического общества означает для широкого профессионального сообщества высокий уровень достижений стипендиата в качестве профессионального химика. Право на получение статуса Стипендиата распространяется на кандидатов, которые являются членами Королевского химического общества (MRSC) и имеют как минимум 5-летний профессиональный опыт. Также предполагается, что они внесли выдающийся вклад в развитие химических наук или продвижение химических наук как профессии или отличились в управлении организацией, занимающейся химическими науками. В любом случае, присуждение звания требует рекомендаций спонсоров Общества.
Присуждение звания FRSC подлежит окончательному утверждению комитетом по заявкам Королевского химического общества. Дополнительно от всех членов Общества требуется принятие и соблюдение определенного кодекса поведения, поддержка высоких стандартов этического и профессионального поведения.
Отдельное звание Почётного Стипендиата (HonFRSC) присуждается за выдающиеся заслуги в области химии.